# 黑默巴赫河
51°51′08″N 7°40′37″E / 51.852157°N 7.676842°E

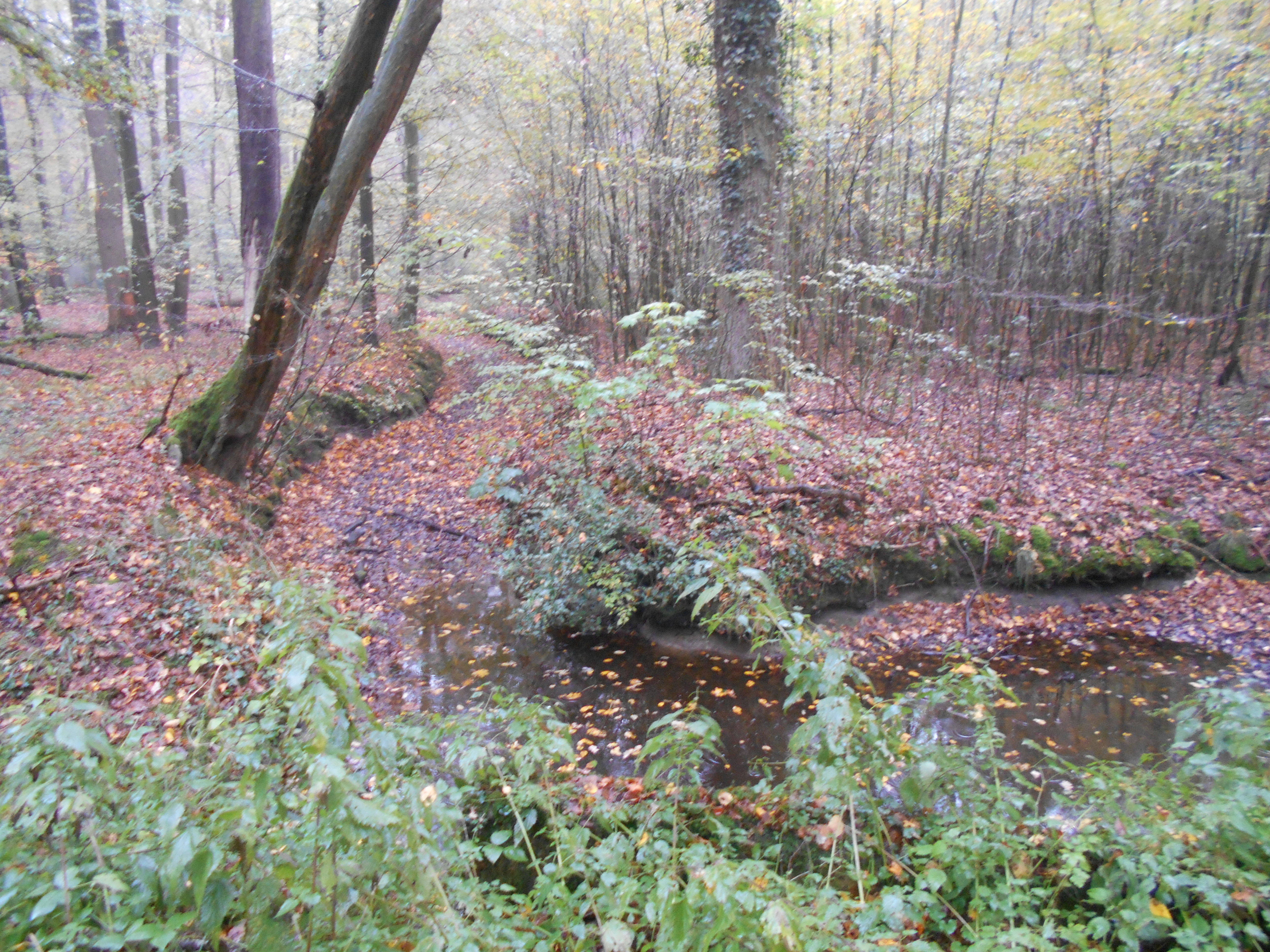

黑默巴赫河（德語：Hemmerbach），是德國的河流，位於該國西部，處於北萊茵-威斯特法倫州，屬於弗拉根巴赫河的左支流，河道全長6.7公里，流域面積9.4平方公里。